# 879
سنة 879 م كانت سنة بسيطة تبدأ يوم الخميس (الرابط يظهر نموذج التقويم الكامل للسنة) من التقويم اليولياني. بدأت تسمية السنة ب879 منذ العصور الوسطى المبكرة، عندما أصبح تقويم أنو دوميني هو الأسلوب السائد في أوروبا لتسمية السنوات.

## مواليد
- شارل الثالث ملك فرنسا

## وفيات
- أحمد بن الخصيب الجرجرائي
- بالدوين الأول، مارغريف فلاندرز
- روريك
- لاندولف الثاني من كابوا
- لويس الثاني ملك فرنسا
- يعقوب بن الليث الصفار يعقوب بن الليث الصفار من الحضارة الساسية القديمة .